# Jhonattan Vegas
Jhonattan Vegas, född 19 augusti 1984 i Maturin i Venezuela, är en professionell golfspelare som spelar på den amerikanska PGA-touren.
Vegas spelade collegegolf på University of Texas. Han blev proffs 2008 och började spela på Nationwide Tour 2009.

## Professionell karriär
Vegas representerade Venezuela 2009 i Omega Mission Hills World Cup, där de slutade på 12:e plats. Vegas vann sin första tävling på Nationwide Tour år 2010 - Preferred Health Systems Wichita Open - och slutade på sjunde plats på pengalistan, vilket gav honom spelrättigheter (det s.k. "tourkortet") på PGA Tour för säsongen 2011. Vegas blev den första från Venezuela att erhålla spelrätt på den touren.
Den 23 januari 2011 vann Vegas sin första tävling på PGA Touren, Bob Hope Classic, efter att ha vunnit i ett särspel mot Bill Haas och Gary Woodland. Tävlingen var Vegas 5:e på PGA Tour och hans andra sedan han erhöll spelrätten året innan, han blev med segern den första från Venezuela att göra det. Vinsten gav även Vegas fortsatt spelrätt på PGA Tour fram till år 2013. Vegas blev den första "rookien" att leda pengalistan.
Vegas missade tre raka kvalgränser under början av 2013 års säsong, för att sedan inte spela mer under säsongen på grund av en axelskada. Vegas försökte återfå sin spelrätt på PGA Tour genom Web.com Tour Finals, men misslyckades och fick spela 2013-14 säsong på "Medical Extension".
Vegas vann sin andra seger på PGA Tour år 2016 genom att vinna Canadian Open. Vegas var Venezuelas golfrepresentant i 2016 års Olympiska Spel i Rio. Den 30 juli 2017 lyckades Vegas försvara sin titel genom att vinna Canadian Open för andra året i rad.
Vegas spelade Presidents Cup för första gången 2017, där han representerade det internationella laget. Han blev den första golfspelaren från Venezuela att delta i tävlingen.

## Professionella Vinster

### PGA Tour
| No. | Datum       | Tävling               | Resultat           | Mot par | Segermarginal | Runner(s)-up                           |
| --- | ----------- | --------------------- | ------------------ | ------- | ------------- | -------------------------------------- |
| 1   | 23 Jan 2011 | Bob Hope Classic      | 64-67-67-66-69=333 | −27     | Särspel       | Bill Haas, Gary Woodland               |
| 2   | 24 Jul 2016 | RBC Canadian Open     | 73-69-70-64=276    | −12     | 1 slag        | Dustin Johnson, Martin Laird, Jon Rahm |
| 3   | 30 Jul 2017 | RBC Canadian Open (2) | 66-69-67-65=267    | −21     | Särspel       | Charley Hoffman                        |

### Nationwide Tour-vinster
- 2010 Preferred Health Systems Wichita Open

### Tour de las Américas-vinster
- 2010 Abierto de la República

### Andra vinster
- 2011 Telus World Skins Game

## Resultat i Majors
| Mästerskap            | 2011 | 2012 | 2013 | 2014 | 2015 | 2016 | 2017 | 2018 |
| --------------------- | ---- | ---- | ---- | ---- | ---- | ---- | ---- | ---- |
| Masters Tournament    | CUT  | DNP  | DNP  | DNP  | DNP  | DNP  | CUT  |      |
| U.S. Open             | DNP  | DNP  | DNP  | DNP  | DNP  | DNP  | CUT  |      |
| The Open Championship | DNP  | DNP  | DNP  | DNP  | DNP  | DNP  | CUT  |      |
| PGA Championship      | T51  | DNP  | DNP  | DNP  | DNP  | T22  | CUT  |      |

DNP = Did not play
CUT = missad kvalgräns
"T" = delning

## Resultat i World Golf Championships
| Mästerskap               | 2011 | 2012 | 2013 | 2014 | 2015 | 2016 | 2017 | 2018 |
| ------------------------ | ---- | ---- | ---- | ---- | ---- | ---- | ---- | ---- |
| Mexico Championship      | T31  | DNP  | DNP  | DNP  | DNP  | DNP  | T38  | T20  |
| Match Play               | DNP  | DNP  | DNP  | DNP  | DNP  | DNP  | T17  |      |
| Bridgestone Invitational | T66  | DNP  | DNP  | DNP  | DNP  | DNP  | T17  |      |
| HSBC Champions           | 10   | DNP  | DNP  | DNP  | DNP  | T45  | T20  |      |

DNP = Did not play
"T" = delning